# Здание российского посольства в Варшаве
Здание российского посольства в Варшаве — здание в варшавском районе Стары Мокотув, между улицами Бельведерска и Спацерова, с почтовым адресом Бельведерска, 49. В здании находится официальная резиденция посла Российской Федерации в Польше. Консульство и торговое представительство размещены в другом здании по адресу Бельведерска, 25.
Здание, воздвигнутое на искусственном (насыпном) холме, представляет собой дворец с двумя боковыми крыльями, обращённый фасадом к улице Бельведерской. Фасад имеет в оси классический портик, по склону холма к нему ведёт широкая лестница в несколько маршей. Над главной частью здания находится купол с флагштоком. На втором этаже залы образуют анфиладу. Вокруг дворца на площади 4 гектаров разбит парк, в котором было высажено около 8.000 деревьев, а также размещены теннисный корт и плавательный бассейн.
Здание было построено в 1954—1956 гг. (по другим сведениям, строительство закончено в 1955 г.) специально для посольства СССР. Авторами проекта выступили известные советские архитекторы И. Е. Рожин и А. П. Великанов. Строительные и отделочные материалы выписывались из разных районов СССР, а во внутренней отделке принимали участие польские художники и мастера. Здание выдержано в стиле классицизма дворцовых построек рубежа XVIII—XIX веков. Мозаики для здания Советского посольства в Варшаве разрабатывал В.А.Фаворский в 1955 г.
Перед зданием посольства, как это практикуется по всем странам по отношению к зданиям иностранных представительств, польскими общественными организациями проводятся различные демонстрации протеста.